# Операція «Геррік»
Операція «Геррік» (англ. Operation Herrick) — кодове найменування комплексної багаторічної операції, під егідою якої проводились усі британські операції у війні в Афганістані, починаючи з літа 2002 року до завершення етапу бойових операцій у грудні 2014 року. Вона проводилася в контексті внеску Великої Британії до Міжнародних сил сприяння безпеці (МССБ) під проводом НАТО та підтримки операції «Нескорена свобода» під проводом США. З 2003 року операція «Геррік» збільшилася за розмахом та географією, відповідаючи зростаючому втручанню МССБ у події в Афганістані.
Операції «Геррік» передувала участь окремих формувань британських збройних сил у попередніх місіях в Афганістані. Першою з них стала Операція «Верітас», яка полягала у підтримці вторгнення союзників до Афганістану в жовтні 2001 року. Останньою великою акцією була розгортання на сході Афганістану 1700 королівських морських піхотинців під час операції «Джакана», яка закінчилася в середині 2002 року. Другою була операція «Фінгал», яка передбачала розгортання управлінської структури для безпосереднього управління операцією та 2000 компонент до складу новоствореного МССБ у Кабулі після грудня 2001 року. Командування згодом було переведено до Туреччини, а британський контингент був зменшений до 300. З того часу усі бойові дії в Афганістані проводилися в рамках операції «Геррік».
У грудні 2012 року прем'єр-міністр Великої Британії Девід Камерон оголосив, що протягом 2013 року 3800 військовослужбовців, майже половина, що проходять службу в провінції Гільменд, будуть виведені, знизивши чисельність британської присутності в Афганістані до приблизно 5200. 27 жовтня 2014 року Велика Британія припинила всі бойові дії в Афганістані та вивела останні бойові формування. У період з 2001 до 24 липня 2015 року в результаті операцій в Афганістані загинуло 454 британських військових.
З 2015 року усі навчально-тренувальні місії проводяться британцями в країні під назвою «Торал».

## Основі операції та битви, до яких залучалися британські війська
- Битва за Тора-Бора
- Операція «Анаконда»
- Бої за Навзад
- Облога Муса Кала
- Операція «Гірська лють»
- Операція «Криптоніт»
- Операція «Шахі тандар»
- Операція «Срібло»[en]
- Операція «Дизель»
- Операція «Ахіллес»
- Операція «Вулкан»
- Операція «Молот»
- Операція «Пікакс-гендл»
- Операція «Ханджар»[en]
- Битва за Муса Кала[en]
- Операція «Іглс самміт»
- Битва при Дахане
- Битва при Гармсірі
- Операція «Кіготь пантери»[en]
- Операція «Моштарак»
- Операція «Чорний Принц»